# Liste der Nummer-eins-Hits in den Niederlanden (1994)
Dies ist eine Liste der Nummer-eins-Hits in den Niederlanden im Jahr 1994. Sie basiert auf den Nederlandse-Top-40-Singlecharts von Radio 538 und den von der GfK ermittelten Dutch Album Top 100.
In diesem Jahr gab es 15 Nummer-eins-Singles und 12 Nummer-eins-Alben.

## Singles
| ← 1993 ← | Liste der Nummer-eins-Hits in den Niederlanden | Liste der Nummer-eins-Hits in den Niederlanden | Liste der Nummer-eins-Hits in den Niederlanden | 1995 → |
| \| Zeitraum \| Wo. ges. \| Interpret \| Titel Autor(en) \| Zusätzliche Informationen \| \| (Zeitraum, Wochen auf Platz eins, Interpret, Titel, Autor[en], zusätzliche Informationen) \| \| \| \| \| \| ----------------------------------------------------------------------------------------- \| -------- \| ---------------------------------- \| ------------------------------------------------------------------------------------------------------------------------------------------------------------------------------------------------------------------- \| ------------------------------------------------------------------------------------------------------------------------------------------------------------------------------------------------------------------------------ \| \| 18. Dezember 1993 – 7. Januar 1994 3 Wochen \| 3 \| André van Duin \| Het pizzalied (Effe wachte …) Adrianus Marinu Kyvon, Jan Rietman \| – \| \| 8. Januar 1994 – 14. Januar 1994 1 Woche \| 1 \| Laura Pausini \| La solitudine Arcangelo Valsiglio, Pietro Cremonesi, Federico Cavalli \| – \| \| 15. Januar 1994 – 11. März 1994 8 Wochen \| 8 \| Paul de Leeuw / Annie de Rooy \| Ik wil niet dat je liegt / Waarheen waarvoor Arcangelo Valsiglio, Pietro Cremonesi, Federico Cavalli, niederländischer Text: Paul Henri de Leeuw / John Newton, Judy Collins, niederländischer Text: Karel H. Hille \| Nach drei Top-5-Singles und einem Nummer-1-Album hat der Komiker de Leeuw mit seinen Coverversion von La solitudine und Amazing Grace (in der Rolle seiner Kunstfigur Annie de Rooy) seinen einzigen Nummer-1-Singleerfolg.[1] \| \| 12. März 1994 – 25. März 1994 2 Wochen \| 2 \| Cappella \| Move On Baby Gianfranco Bortolotti, Alessandro Pasinelli, Bruno Guerrini, Diego Maria Leoni, Cyriel E. Ricardo Overman \| – \| \| 26. März 1994 – 6. Mai 1994 6 Wochen \| 6 \| Mariah Carey \| Without You Thomas Evans, Peter William Ham \| – \| \| 7. Mai 1994 – 3. Juni 1994 4 Wochen \| 4 \| Reel 2 Real feat. The Mad Stuntman \| I Like to Move It Erick A. Morillo, Mark H. Quashie \| – \| \| 4. Juni 1994 – 17. Juni 1994 2 Wochen \| 2 \| Prince \| The Most Beautiful Girl in the World Prince \| – \| \| 18. Juni 1994 – 1. Juli 1994 2 Wochen \| 2 \| 2 Unlimited \| The Real Thing Musik: Filip Marnix Luc de Wilde, Peter Jozef M. Bauwens; Text: Anita D. Dels, Raymond L. Slijngaard \| – \| \| 2. Juli 1994 – 15. Juli 1994 2 Wochen \| 2 \| Johan & de Groothandel \| As Dick me hullep nodig heb Chris Latul, Ferry de Groot, René van den Berg \| Der Musiker Latul, der Radiomoderator de Groot und der Stimmenimitator van den Berg taten sich zusammen, um den Hit zur Fußball-WM aufzunehmen.[2] \| \| 16. Juli 1994 – 12. August 1994 4 Wochen \| 4 \| 2 Brothers on the 4th Floor \| Dreams (Will Come Alive) Gerardus W. C. Bobby Boer, Christiaan Martin Boer, René C. Phillips \| – \| \| 13. August 1994 – 19. August 1994 1 Woche \| 1 \| All-4-One \| I Swear Gary B. Baker, Frank Joseph Myers \| – \| \| 20. August 1994 – 16. September 1994 4 Wochen \| 4 \| Wet Wet Wet \| Love Is All Around Reginald Maurice Ball \| – \| \| 17. September 1994 – 30. September 1994 2 Wochen \| 2 \| Rednex \| Cotton Eye Joe Traditional; Bearbeiter: Patric Robert Edenberg, Örjan Kjell Öberg, Christer Jan Ericsson \| – \| \| 1. Oktober 1994 – 23. Dezember 1994 12 Wochen \| 12 \| Marco Borsato \| Dromen zijn bedrog Musik: Maurizio Fabrizio; Originaltext: Riccardo Fogli, Guido Morra; niederländischer Text: Henri C. G. Kooreneef, Leonardus J. Driessen \| – \| \| 24. Dezember 1994 – 20. Januar 1995 4 Wochen \| 4 \| Hermes House Band \| I Will Survive Dino George Fekaris, Frederick James Perren \| – \| |                                                |                                                | | |
| ← 1993 |                                                |                                                | | → 1995 → |
| Zeitraum | Wo. ges.                                       | Interpret                                      | Titel Autor(en) | Zusätzliche Informationen |
| (Zeitraum, Wochen auf Platz eins, Interpret, Titel, Autor[en], zusätzliche Informationen) |                                                |                                                | | |
| 18. Dezember 1993 – 7. Januar 1994 3 Wochen | 3                                              | André van Duin                                 | Het pizzalied (Effe wachte …) Adrianus Marinu Kyvon, Jan Rietman | – |
| 8. Januar 1994 – 14. Januar 1994 1 Woche | 1                                              | Laura Pausini                                  | La solitudine Arcangelo Valsiglio, Pietro Cremonesi, Federico Cavalli | – |
| 15. Januar 1994 – 11. März 1994 8 Wochen | 8                                              | Paul de Leeuw / Annie de Rooy                  | Ik wil niet dat je liegt / Waarheen waarvoor Arcangelo Valsiglio, Pietro Cremonesi, Federico Cavalli, niederländischer Text: Paul Henri de Leeuw / John Newton, Judy Collins, niederländischer Text: Karel H. Hille | Nach drei Top-5-Singles und einem Nummer-1-Album hat der Komiker de Leeuw mit seinen Coverversion von La solitudine und Amazing Grace (in der Rolle seiner Kunstfigur Annie de Rooy) seinen einzigen Nummer-1-Singleerfolg. |
| 12. März 1994 – 25. März 1994 2 Wochen | 2                                              | Cappella                                       | Move On Baby Gianfranco Bortolotti, Alessandro Pasinelli, Bruno Guerrini, Diego Maria Leoni, Cyriel E. Ricardo Overman                                                                                              | – |
| 26. März 1994 – 6. Mai 1994 6 Wochen | 6                                              | Mariah Carey                                   | Without You Thomas Evans, Peter William Ham | – |
| 7. Mai 1994 – 3. Juni 1994 4 Wochen | 4                                              | Reel 2 Real feat. The Mad Stuntman             | I Like to Move It Erick A. Morillo, Mark H. Quashie | – |
| 4. Juni 1994 – 17. Juni 1994 2 Wochen | 2                                              | Prince                                         | The Most Beautiful Girl in the World Prince | – |
| 18. Juni 1994 – 1. Juli 1994 2 Wochen | 2                                              | 2 Unlimited                                    | The Real Thing Musik: Filip Marnix Luc de Wilde, Peter Jozef M. Bauwens; Text: Anita D. Dels, Raymond L. Slijngaard                                                                                                 | – |
| 2. Juli 1994 – 15. Juli 1994 2 Wochen | 2                                              | Johan & de Groothandel                         | As Dick me hullep nodig heb Chris Latul, Ferry de Groot, René van den Berg | Der Musiker Latul, der Radiomoderator de Groot und der Stimmenimitator van den Berg taten sich zusammen, um den Hit zur Fußball-WM aufzunehmen.                                                                             |
| 16. Juli 1994 – 12. August 1994 4 Wochen | 4                                              | 2 Brothers on the 4th Floor                    | Dreams (Will Come Alive) Gerardus W. C. Bobby Boer, Christiaan Martin Boer, René C. Phillips | – |
| 13. August 1994 – 19. August 1994 1 Woche | 1                                              | All-4-One                                      | I Swear Gary B. Baker, Frank Joseph Myers | – |
| 20. August 1994 – 16. September 1994 4 Wochen | 4                                              | Wet Wet Wet                                    | Love Is All Around Reginald Maurice Ball | – |
| 17. September 1994 – 30. September 1994 2 Wochen | 2                                              | Rednex                                         | Cotton Eye Joe Traditional; Bearbeiter: Patric Robert Edenberg, Örjan Kjell Öberg, Christer Jan Ericsson | – |
| 1. Oktober 1994 – 23. Dezember 1994 12 Wochen | 12                                             | Marco Borsato                                  | Dromen zijn bedrog Musik: Maurizio Fabrizio; Originaltext: Riccardo Fogli, Guido Morra; niederländischer Text: Henri C. G. Kooreneef, Leonardus J. Driessen                                                         | – |
| 24. Dezember 1994 – 20. Januar 1995 4 Wochen | 4                                              | Hermes House Band                              | I Will Survive Dino George Fekaris, Frederick James Perren | – |

## Alben
| ← 1993 ← | Liste der Nummer-eins-Hits in den Niederlanden | Liste der Nummer-eins-Hits in den Niederlanden | Liste der Nummer-eins-Hits in den Niederlanden | 1995 →                    |
| \| Zeitraum \| Wo. ges. \| Interpret \| Titel \| Zusätzliche Informationen \| \| (Zeitraum, Wochen auf Platz eins, Interpret, Titel, zusätzliche Informationen) \| \| \| \| \| \| ------------------------------------------------------------------------------ \| -------- \| ------------------ \| ------------------------------------- \| ------------------------- \| \| 25. Dezember 1993 – 28. Januar 1994 5 Wochen \| 5 \| Bryan Adams \| So Far So Good \| – \| \| 29. Januar 1994 – 11. März 1994 6 Wochen \| 6 \| Paul de Leeuw \| Plugged \| – \| \| 12. März 1994 – 15. April 1994 5 Wochen (insgesamt 12) \| 12 \| Mariah Carey \| Music Box \| – \| \| 16. April 1994 – 13. Mai 1994 4 Wochen \| 4 \| Pink Floyd \| The Division Bell \| – \| \| 14. Mai 1994 – 10. Juni 1994 4 Wochen (insgesamt 12) \| 12 \| Mariah Carey \| Music Box \| – \| \| 11. Juni 1994 – 24. Juni 1994 2 Wochen \| 2 \| Laura Pausini \| Laura \| – \| \| 25. Juni 1994 – 29. Juli 1994 5 Wochen \| 5 \| 2 Unlimited \| Real Things \| – \| \| 30. Juli 1994 – 19. August 1994 3 Wochen \| 3 \| The Rolling Stones \| Voodoo Lounge \| – \| \| 20. August 1994 – 21. Oktober 1994 9 Wochen \| 9 \| Wet Wet Wet \| End of Part One – Their Greatest Hits \| – \| \| 22. Oktober 1994 – 28. Oktober 1994 1 Woche \| 1 \| R.E.M. \| Monster \| – \| \| 29. Oktober 1994 – 25. November 1994 4 Wochen \| 4 \| Paul de Leeuw \| ParaCDmol \| – \| \| 26. November 1994 – 9. Dezember 1994 2 Wochen \| 2 \| René Froger \| Walls of Emotion \| – \| \| 10. Dezember 1994 – 3. Februar 1995 8 Wochen (insgesamt 19) \| 19 \| André Rieu \| Strauß & Co \| – \| |                                                |                                                |                                                |                           |
| ← 1993 |                                                |                                                |                                                | → 1995 →                  |
| Zeitraum | Wo. ges.                                       | Interpret                                      | Titel                                          | Zusätzliche Informationen |
| (Zeitraum, Wochen auf Platz eins, Interpret, Titel, zusätzliche Informationen) |                                                |                                                |                                                |                           |
| 25. Dezember 1993 – 28. Januar 1994 5 Wochen | 5                                              | Bryan Adams                                    | So Far So Good                                 | –                         |
| 29. Januar 1994 – 11. März 1994 6 Wochen | 6                                              | Paul de Leeuw                                  | Plugged                                        | –                         |
| 12. März 1994 – 15. April 1994 5 Wochen (insgesamt 12) | 12                                             | Mariah Carey                                   | Music Box                                      | –                         |
| 16. April 1994 – 13. Mai 1994 4 Wochen | 4                                              | Pink Floyd                                     | The Division Bell                              | –                         |
| 14. Mai 1994 – 10. Juni 1994 4 Wochen (insgesamt 12) | 12                                             | Mariah Carey                                   | Music Box                                      | –                         |
| 11. Juni 1994 – 24. Juni 1994 2 Wochen | 2                                              | Laura Pausini                                  | Laura                                          | –                         |
| 25. Juni 1994 – 29. Juli 1994 5 Wochen | 5                                              | 2 Unlimited                                    | Real Things                                    | –                         |
| 30. Juli 1994 – 19. August 1994 3 Wochen | 3                                              | The Rolling Stones                             | Voodoo Lounge                                  | –                         |
| 20. August 1994 – 21. Oktober 1994 9 Wochen | 9                                              | Wet Wet Wet                                    | End of Part One – Their Greatest Hits          | –                         |
| 22. Oktober 1994 – 28. Oktober 1994 1 Woche | 1                                              | R.E.M.                                         | Monster                                        | –                         |
| 29. Oktober 1994 – 25. November 1994 4 Wochen | 4                                              | Paul de Leeuw                                  | ParaCDmol                                      | –                         |
| 26. November 1994 – 9. Dezember 1994 2 Wochen | 2                                              | René Froger                                    | Walls of Emotion                               | –                         |
| 10. Dezember 1994 – 3. Februar 1995 8 Wochen (insgesamt 19) | 19                                             | André Rieu                                     | Strauß & Co                                    | –                         |

## Jahreshitparaden
| ← 1993 ← | Liste der Nummer-eins-Hits in den Niederlanden | Liste der Nummer-eins-Hits in den Niederlanden      | Liste der Nummer-eins-Hits in den Niederlanden | 1995 →   |
| \| Singles \| Position# \| Alben \| \| ------------------------------------------------------------------------------------------------------------------------------------------------------------------------------------------------------------------------------------------------- \| --------- \| --------------------------------------------------- \| \| Dromen zijn bedrog Marco Borsato Musik: Maurizio Fabrizio; Originaltext: Riccardo Fogli, Guido Morra; niederländischer Text: Henri C. G. Kooreneef, Leonardus J. Driessen \| 1 \| Music Box Mariah Carey \| \| I Like to Move It Reel 2 Real feat. The Mad Stuntman Erick A. Morillo, Mark H. Quashie \| 2 \| Laura Laura Pausini \| \| Without You Mariah Carey Thomas Evans, Peter William Ham \| 3 \| End of Part One – Their Greatest Hits Wet Wet Wet \| \| Ik wil niet dat je liegt / Waarheen waarvoor Paul de Leeuw / Annie de Rooy Arcangelo Valsiglio, Pietro Cremonesi, Federico Cavalli, niederländischer Text: Paul Henri de Leeuw / John Newton, Judy Collins, niederländischer Text: Karel H. Hille \| 4 \| Bold an Beautiful Duets Bobbie Eakes & Jeff Trachta \| \| Love Is All Around Wet Wet Wet Reginald Maurice Ball \| 5 \| Laura Pausini \| \| The Most Beautiful Girl in the World Prince \| 6 \| Plugged Paul de Leeuw \| \| The Second Waltz André Rieu Dmitri Dmitrijewitsch Schostakowitsch \| 7 \| ParaCDmol Paul de Leeuw \| \| 7 Seconds Youssou N’Dour & Neneh Cherry Jonathan Peter Sharp, Cameron Andrew McVey, Youssou N’Dour, Neneh Cherry \| 8 \| The Division Bell Pink Floyd \| \| Cotton Eye Joe Rednex Traditional; Bearbeiter: Patric Robert Edenberg, Örjan Kjell Öberg, Christer Jan Ericsson \| 9 \| Cross Road – The Best of Bon Jovi Bon Jovi \| \| Dreams (Will Come Alive) 2 Brothers on the 4th Floor Gerardus W. C. Bobby Boer, Christiaan Martin Boer, René C. Phillips \| 10 \| Strauß & Co André Rieu \| |                                                |                                                     |                                                |          |
| ← 1993 |                                                |                                                     |                                                | → 1995 → |
| Singles | Position#                                      | Alben                                               |                                                |          |
| Dromen zijn bedrog Marco Borsato Musik: Maurizio Fabrizio; Originaltext: Riccardo Fogli, Guido Morra; niederländischer Text: Henri C. G. Kooreneef, Leonardus J. Driessen | 1                                              | Music Box Mariah Carey                              |                                                |          |
| I Like to Move It Reel 2 Real feat. The Mad Stuntman Erick A. Morillo, Mark H. Quashie | 2                                              | Laura Laura Pausini                                 |                                                |          |
| Without You Mariah Carey Thomas Evans, Peter William Ham | 3                                              | End of Part One – Their Greatest Hits Wet Wet Wet   |                                                |          |
| Ik wil niet dat je liegt / Waarheen waarvoor Paul de Leeuw / Annie de Rooy Arcangelo Valsiglio, Pietro Cremonesi, Federico Cavalli, niederländischer Text: Paul Henri de Leeuw / John Newton, Judy Collins, niederländischer Text: Karel H. Hille | 4                                              | Bold an Beautiful Duets Bobbie Eakes & Jeff Trachta |                                                |          |
| Love Is All Around Wet Wet Wet Reginald Maurice Ball | 5                                              | Laura Pausini                                       |                                                |          |
| The Most Beautiful Girl in the World Prince | 6                                              | Plugged Paul de Leeuw                               |                                                |          |
| The Second Waltz André Rieu Dmitri Dmitrijewitsch Schostakowitsch | 7                                              | ParaCDmol Paul de Leeuw                             |                                                |          |
| 7 Seconds Youssou N’Dour & Neneh Cherry Jonathan Peter Sharp, Cameron Andrew McVey, Youssou N’Dour, Neneh Cherry | 8                                              | The Division Bell Pink Floyd                        |                                                |          |
| Cotton Eye Joe Rednex Traditional; Bearbeiter: Patric Robert Edenberg, Örjan Kjell Öberg, Christer Jan Ericsson | 9                                              | Cross Road – The Best of Bon Jovi Bon Jovi          |                                                |          |
| Dreams (Will Come Alive) 2 Brothers on the 4th Floor Gerardus W. C. Bobby Boer, Christiaan Martin Boer, René C. Phillips | 10                                             | Strauß & Co André Rieu                              |                                                |          |